# Spittal an der Drau
Spittal an der Drau (in sloveno Špital ob Dravi) è un comune austriaco di 15 505 abitanti nel distretto di Spittal an der Drau, in Carinzia, del quale è capoluogo e centro maggiore; ha lo status di città capoluogo di distretto (Bezirkshauptstadt).

## Geografia fisica
Spittal an der Drau si trova tra Lurnfeld e la valle inferiore della Drava, nei pressi della confluenza con il Lieser.

## Storia
Il primo insediamento è datato 1191 (anno a cui risale il più antico riferimento), quando il conte Ottone II di Ortenburg e suo fratello, l'arcidiacono Hermann, costruirono, sulla collina vicino al Lieser, un ospedale (Spittl) con una chiesa. Il primo mercato fu istituito nel 1242. Nel 1457 fu concesso ai cittadini di Spittal di scegliere autonomamente il proprio giudice e il consiglio. Due volte la città fu devastata da incendi: nel 1522 e nel 1729.
Nel 1865 inglobò i comuni di Baldramsdorf, Amlach, Edling, Lendorf, Lieserhofen e Molzbichl, che tuttavia tornarono autonomi nel 1886-1887; nel 1930 ottenne il titolo di città. In seguito ha nuovamente inglobato Amlach, Lieserhofen, Sankt Peter-Edling (1964) e Molzbichl (nel 1973, assieme a parte dei territori di Ferndorf e di Millstatt am See).

## Monumenti e luoghi d'interesse

### Architetture religiose
- Chiesa Parrocchiale di Santa Maria Annunciata, edificio religioso di maggior interesse storico-artistico della cittadina, ed un tempo dedicato alla Madonna delle Spine. La chiesa, risalente alla metà del XIII secolo, si presenta fortemente rimaneggiata a seguito delle ristrutturazioni ottocentesche. Il vicino campanile custodisce una campana del 1799 di Martin Pucher. L'interno risulta impreziosito da numerose opere d'arte, tra cui una Vesperbild del 1420.
- Chiesa sussidiaria di Nostra Signora di Spittal, edificio di impronta tardo-barocca con pitture di Christoph Brandstätter.
- Chiesa Evangelica Luterana, risalente al 1908-1909, e costruita su progetto di Clemens Kattner e Gustav Knell.
- Chiesa sussidiaria di San Tommaso in Edling, grazioso edificio caratterizzato da una navata barocca, ampliata nel 1977, e da una torre campanaria del 1851. Degni di menzione i tre pregevoli altari con decorazioni d'acanto, dell'inizio del XVIII secolo.
- Chiesa sussidiaria di Santa Maddalena in Baldersdorf, edificio tardo gotico del XV secolo, ubicato in posizione panoramica e con affreschi di Balthasar Klenkh. Degna di interesse storico-archeologico la vicina area archeologica, caratterizzata sia dai resti di una chiesa dell'XI secolo, sia dalle rovine di una fortificazione.
- Chiesa Parrocchiale di San Marco in Unteramlach, costruzione tardogotica dalla caratteristica torre campanaria lignea con cupola a cipolla.
- Chiesa Parrocchiale di San Tiburzio in Molzbichl.
- Chiesa Parrocchiale di San Pietro, antico luogo di culto che conserva preziose lastre tombali, e considerato uno dei luoghi di sepoltura altomedievale più importanti della Carinzia.
- Chiesa sussidiaria di San Martino in Olsach.
- Cappella di Sant'Antonio da Padova in Fratresstraße, grazioso tempietto barocco.

### Architetture civili e militari

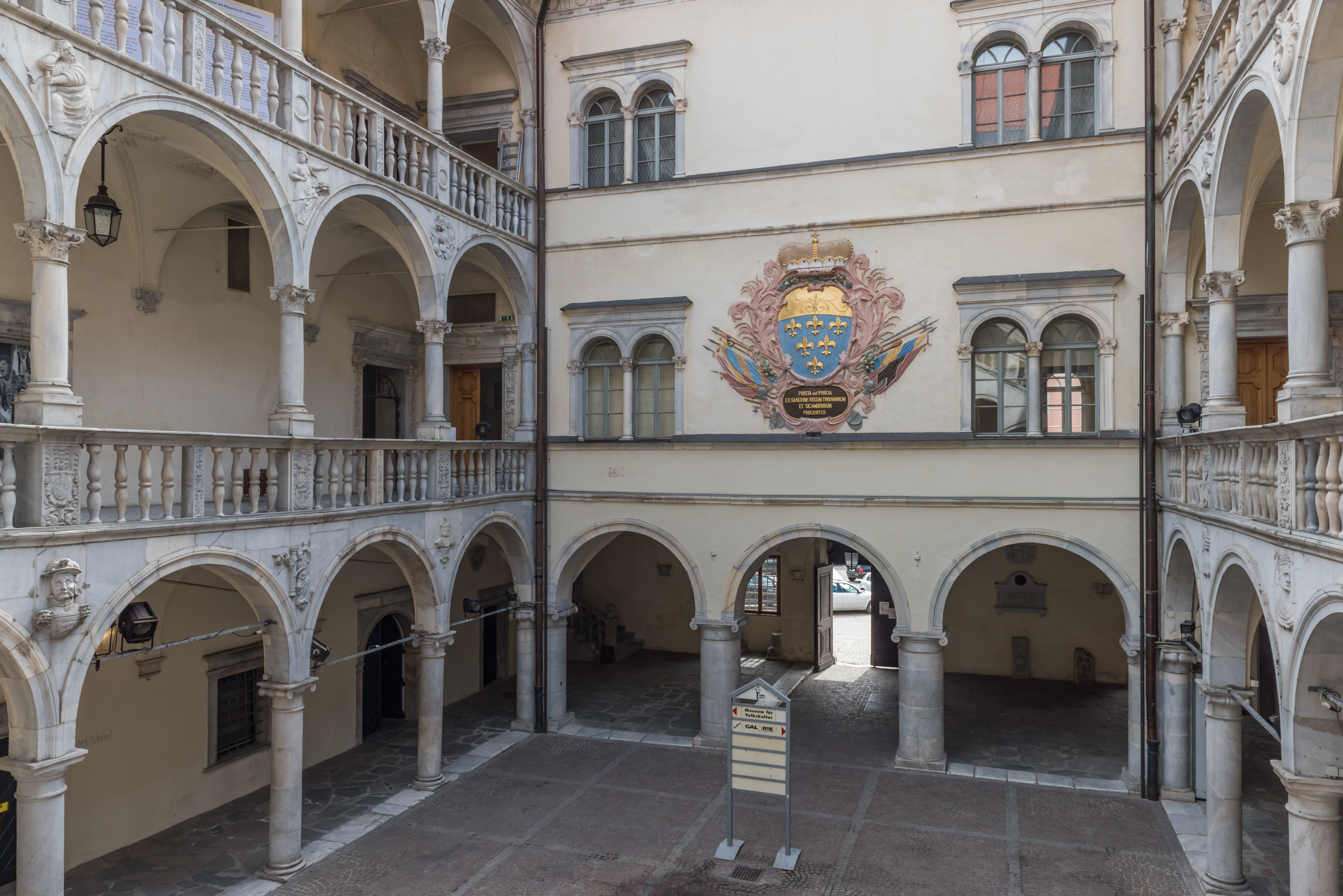
Cortile interno del Castello Porcia

- Castel Porcia, prestigiosa sede del Museum für Volkskultur - museo per la cultura popolare.
- Castello di Rothenthurn nell'omonima frazione.
- Palazzo municipale.
- Ex ospedale in Villacher Straße 1, edificio risalente al XVI secolo e caratterizzato da una facciata ottocentesca di ispirazione neoclassica.
- Antica taverna tedesca in Neuer Platz 17, edificio dei primi anni del 1900, adornato da murales raffiguranti "San Martino che dona il mantello" e “La Terra Promessa” e cartigli di Guido Zernatto.

## Cultura

### Istruzione
A Spittal an der Drau c'è la scuola superiore professionale (Fachhochschule) "Spittl"; sono presenti anche alcuni licei (BG, BRG, BORG, HLW e HAK).

### Musei
- Spittal an der Drau ospita la più grande collezione privata di trenini in miniatura
- Heimatmuseum - museo della patria
- Museum für Volkskultur - museo per la cultura popolare

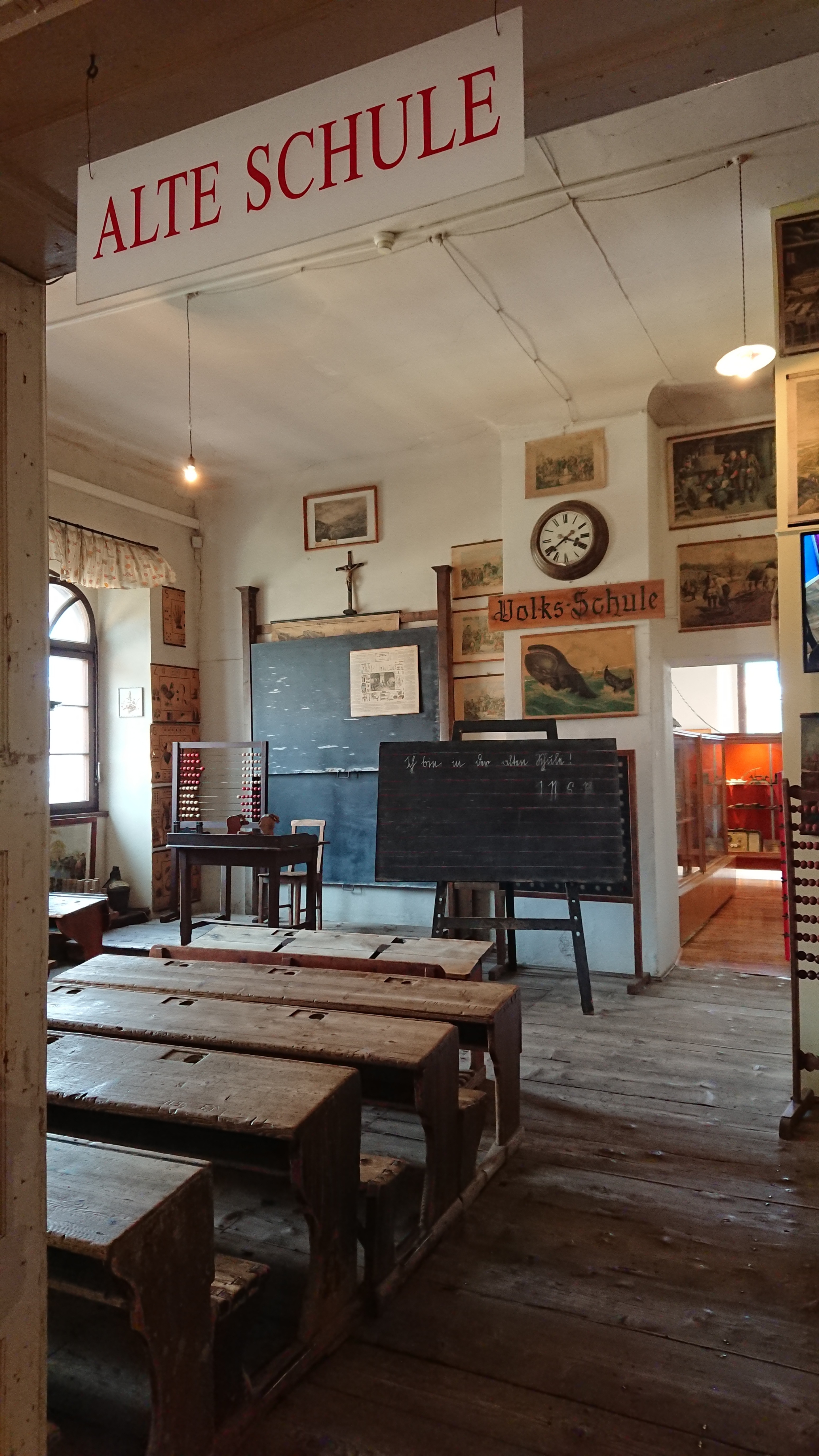
Museo della cultura popolare di Spittal an der Drau

### Eventi
- Ogni due anni ha luogo la festa della città Salamanca Fest
- Ogni estate il castello (Schloss Porcia) ospita commedie e altre opere teatrali

## Infrastrutture e trasporti
La stazione ferroviaria di Spittal an der Drau è un'importante stazione sulla Ferrovia dei Tauri. La città si trova lungo l'autostrada A10 Tauern Autobahn e sulla strada regionale B100. Esiste anche una funivia per arrivare sul monte Goldeck.

## Amministrazione

### Gemellaggi
- Löhne
- Porcia, dal 1987
- Pordenone, dal 1987
- Angermünde, dal 2013